# Антисемитизм в Голливуде

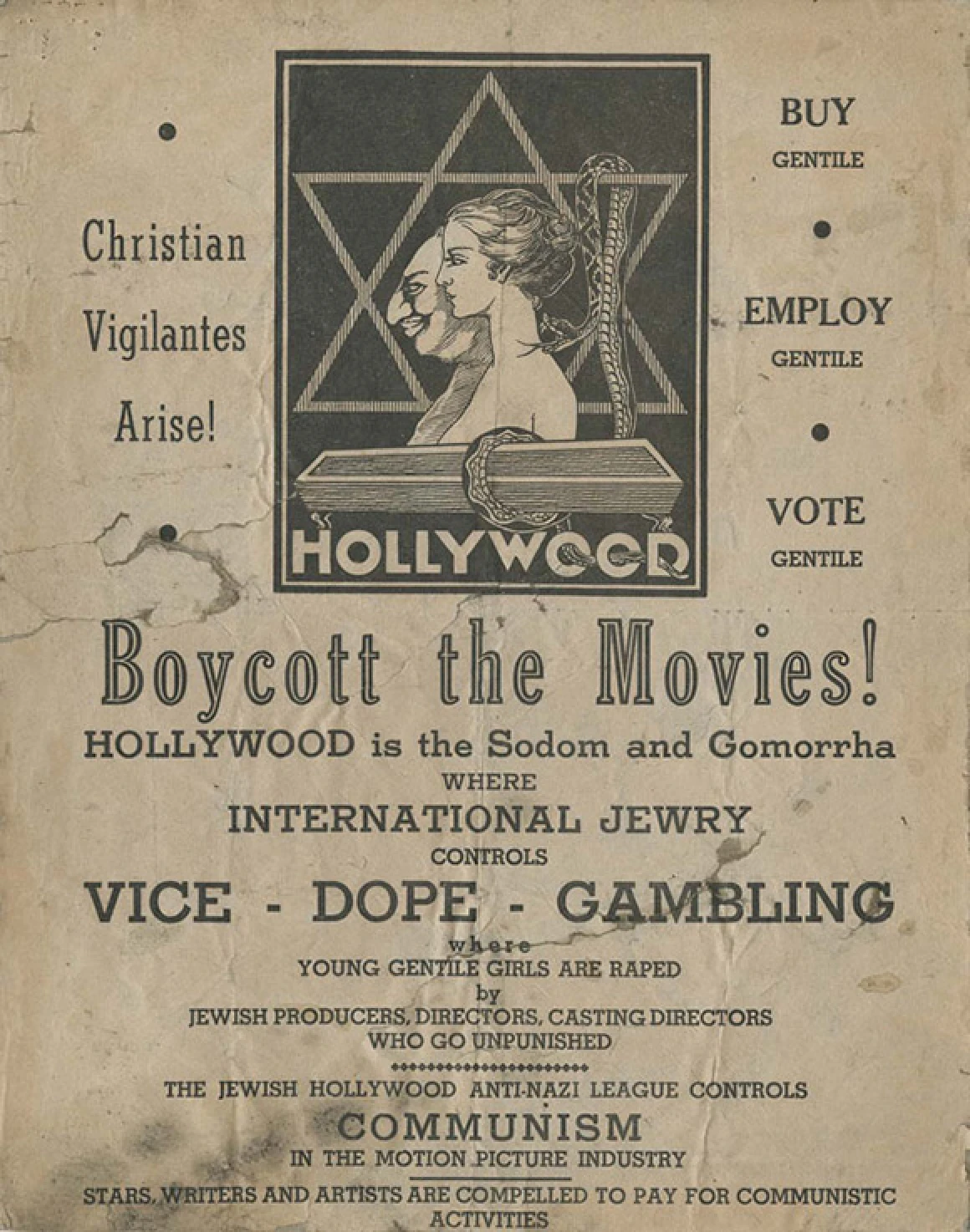
Антисемитская голливудская листовка 1938 года

Антисемити́зм в Голливу́де — враждебное отношение к евреям как этнической или религиозной группе, их дискриминация и распространение теорий заговора, а также декларируемая «еврейская угроза» американской культуре и морали — в Голливуде, центре американской киноиндустрии. По аналогии с «еврейским вопросом», эта тема получила в исследованиях название «голливудский вопрос».
Будучи частью антисемитизма в американской киноиндустрии, антисемитизм в Голливуде стал одним из проявлений многовековой истории антиеврейских настроений в США. Вместе с тем, парадоксальным образом именно антисемитизм подтолкнул евреев к участию в американском кинобизнесе, позволив им в определённый период занять там ряд лидирующих позиций, не имея, однако, реального контроля над смыслом и содержанием фильмов.
Из-за антисемитизма евреи — владельцы голливудских студий, в соответствии со вкусами публики, вплоть до 1950-х годов старались не выпускать на экран положительные образы этнических евреев. Этой вынужденной осторожности способствовала и литература о Голливуде, большей частью тиражирующая антиеврейские стереотипы.
Евреев в Голливуде обвиняли в разрушении общественной морали, подталкивании США к войне с нацистской Германией, поддержке коммунистической идеологии и, стандартно, в стремлении к мировому господству. Вплоть до настоящего времени вымысел, что евреи «контролируют киноиндустрию», остаётся самым распространённым. При этом открытый антисемитизм, который со второй половины XX века был криминализирован и стал считаться неприличным, трансформировался в «антиизраилизм» и «новый антисемитизм», продолжая находить массовую поддержку в голливудском сообществе.
Для противостояния антисемитизму уже в 1930-х годах в Голливуде была создана «Голливудская антинацистская лига». Многие актёры и режиссёры Голливуда выступали и продолжают выступать против антиеврейских проявлений в индустрии кино, и в рамках борьбы с антисемитизмом поддерживают Государство Израиль в его борьбе за существование.

## Предыстория
Первые евреи высадились на территории будущих Соединённых Штатов более 350 лет назад — в 1654 году. К 1850 году еврейское население США достигало примерно 50 000 человек, к 1875 году — 200 000. После самой массовой иммиграции евреев в течение двух последних десятилетий XIX века и первой четверти XX века — из Европы и Российской империи в Америку, к 1924 году число евреев достигло уже почти трёх миллионов человек. Антисемитские настроения в США существовали ещё с XVII века — с колониальных времён. Массовая иммиграция евреев со второй половины XIX века сама по себе привела к дальнейшему росту антисемитизма вследствие усиления ксенофобских настроений, но это усугублялось ещё и нееврейскими иммигрантами из Европы, которые привозили собственные антиеврейские предрассудки.
После 1909 года возникшие в начале XX века преимущественно на восточном побережье США, в Нью-Йорке, десятки мелких киностудий в силу экономических условий и малого количества солнечных дней в году (съёмки в то время велись при естественном освещении) массово перебазировались на западное, обосновавшись, в основном, в районе Лос-Анджелеса. Прибывшие с волнами эмиграции евреи с самого начала становления американской киноиндустрии, включая развитие Голливуда как её центра, сыграли огромную роль в этом процессе. Участие евреев проявилось на всех уровнях — от руководителей и продюсеров до режиссёров, сценаристов и исполнителей, а также как создателей студийной системы и системы кинозвёзд.

## Антисемитизм и создание Голливуда
Одной из главных причин непропорционального участия евреев в американской киноиндустрии стал широко распространённый в США антисемитизм. Еврейские иммигранты первой половины XX века вкладывали деньги и усилия в киноиндустрию, поскольку там для них практически не было препятствий, характерных для многих других отраслей, где евреев не брали на работу. В связи с дискриминацией в прочих сферах, евреи заняли ведущие места сначала в водевилях, считавшихся слишком вульгарными для «добропорядочных» христиан, а потом и в зарождавшейся киноиндустрии — что добавочно помогало еврейским артистам находить работу на этом поприще, не опасаясь антисемитизма. Стремлению евреев в кинобизнес способствовало также то, что в раннем кинематографе требовались лишь минимальные первоначальные вложения. Как писал Арчибалд Маклиш в заказанном ему отчёте по антисемитизму: «Евреи были первыми демонстраторами фильмов, потому что ранние кинотеатры могли работать с небольшим капиталом: они обычно представляли собой пустые магазины со складными стульями вместо сидений и заброшенным пианино. Большие доходы от таких предприятий соблазняли их заняться [этим] производством».
Многие из людей, создавших Голливуд, были евреями. Адольф Цукор, еврей из Венгрии, — один из трёх основателей Paramount Pictures. Уильям Фокс, тоже венгерский еврей, и российский еврей Джозеф Шенк (Иосиф Шейнкер), основали Fox Film Corporation. Луис Б. Майер, родом из Российской империи, вместе с Маркусом Ловом, чьи родители из Австрии, и Сэмюэлом Голдвином, евреем из Польши, — соучредители Metro-Goldwyn-Mayer. Евреи, братья Уорнеры (Вонсколасеры): Гарри (Гирш), Альберт (Аарон), Сэм (Шмуль) и Джек (Ицхак), трое из которых из Польши (Джек родился в Канаде), основали компанию Warner Bros. Российский еврей Давид Сарнов основал компанию RKO Pictures. Эти пять студий стали главными в период «Золотого века» Голливуда. Также две из трёх менее значимых студий того времени, Universal Pictures и Columbia Pictures, были основаны и управлялись евреями. Карл Леммле, один из основателей Universal Pictures, был евреем из Германии, а Гарри и Джек Кон, вместе с Джо Брандтом, были евреями из Нью-Йорка, основавшими Columbia Pictures.

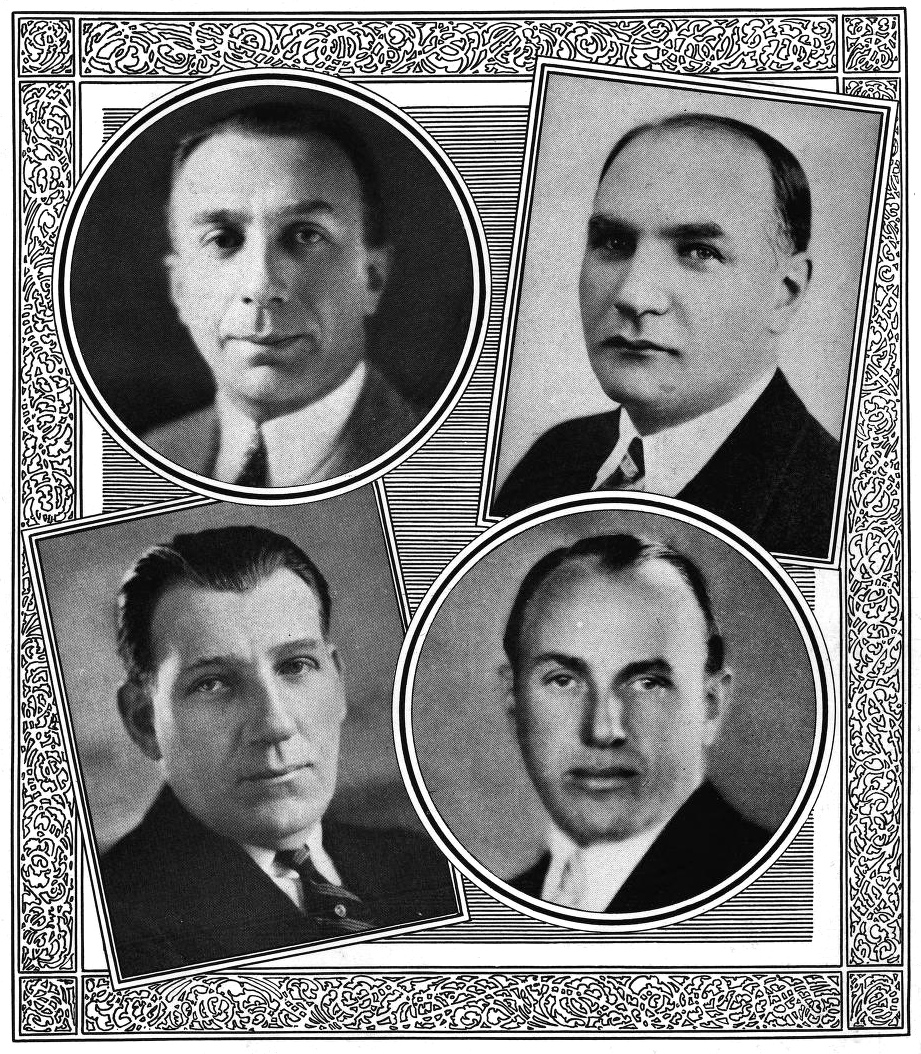
Братья Уорнеры

Во время «Золотого века» в американской киноиндустрии, который по разным мнениям, находится в промежутке между 1915 и 1950-ми годами, созданная евреями-основателями студийная система контролировала весь процесс создания фильмов — но только создания и распространения при множестве ограничительных условий, и только в этот отрезок времени. Владельцы студий распоряжались контрактами сценаристов, режиссёров, актёров и продюсеров; контролировали производство, распространение и показ фильмов; обладали правами на экранизацию; владели основными сетями кинотеатров. При этом именно благодаря усилиям студий были реализованы на практике революционные достижения в области кино того времени — звуковые фильмы, студийное освещение, конструктивно новые камеры и объективы и цветное кино.
Даже во времена Великой депрессии киноиндустрия США оставалась успешной и пережила крах фондового рынка 1929 года — благодаря умелому и творческому управлению отраслью. В это время появились пять крупных студий — Metro-Goldwyn-Mayer (MGM), Paramount, Radio Keith Orpheum (RKO), Twentieth Century-Fox и Warner Bros.. Они владели практически всеми аспектами бизнеса, от ресурсов для производства фильмов до средств их доставки в кинотеатры, из-за чего независимые кинопродюсеры разорялись. И когда с 1928 года Конгресс США начал расследовать обвинения против отрасли, в основном завышенные зарплаты для руководителей и звезд и несправедливую деловую практику — то, хотя сами по себе эти обвинения не были антисемитскими, они перекликались со старыми традиционными еврейскими стереотипами.
В 1930-х и 1940-х годах распространение нацизма в Европе привело к взрывной эмиграции евреев, большинство из которых стремились в Соединённые Штаты. Эта волна еврейских беженцев привела в Голливуд целый ряд талантов, среди которых были, например, Билли Уайлдер, Хеди Ламарр, Петер Лорре, Пол Хенрейд, Сэм Шпигель и Вики Баум.

## Парадоксальность ситуации

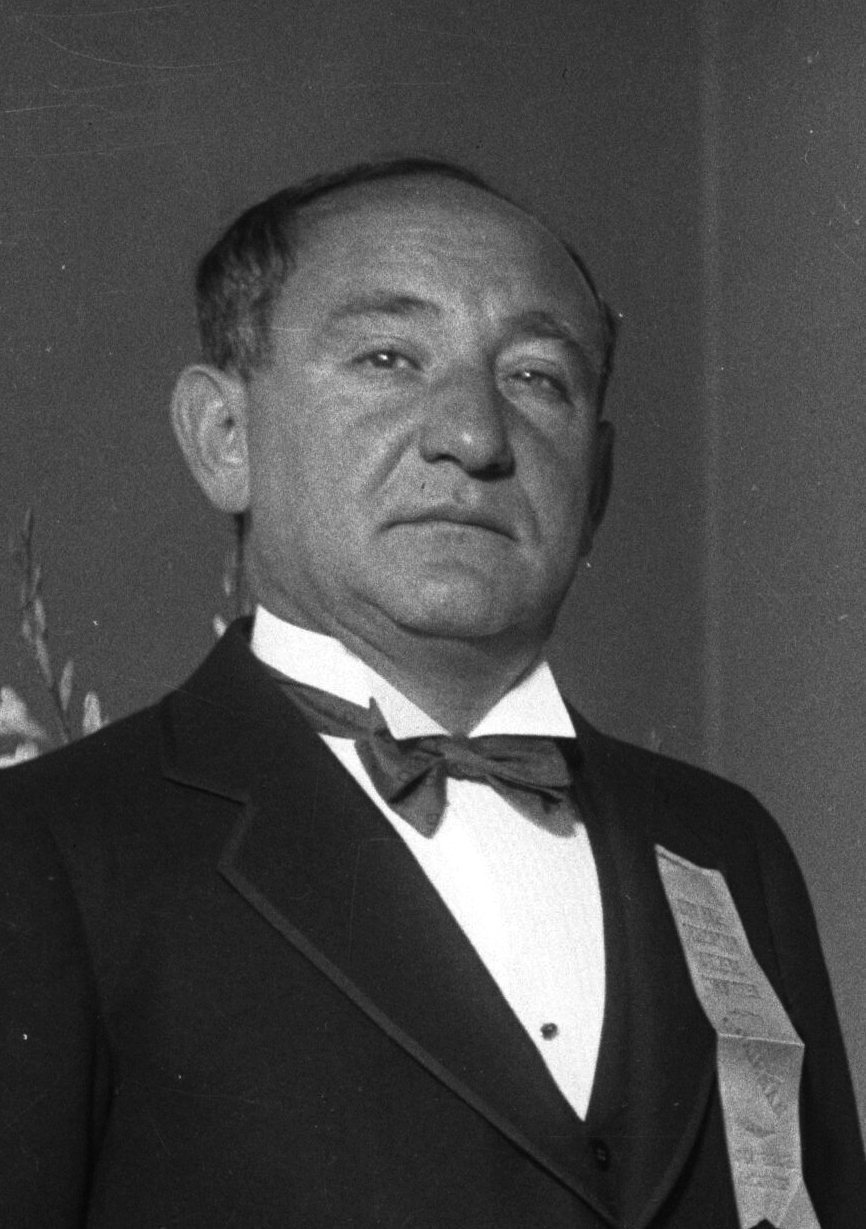
Джозеф Шенк

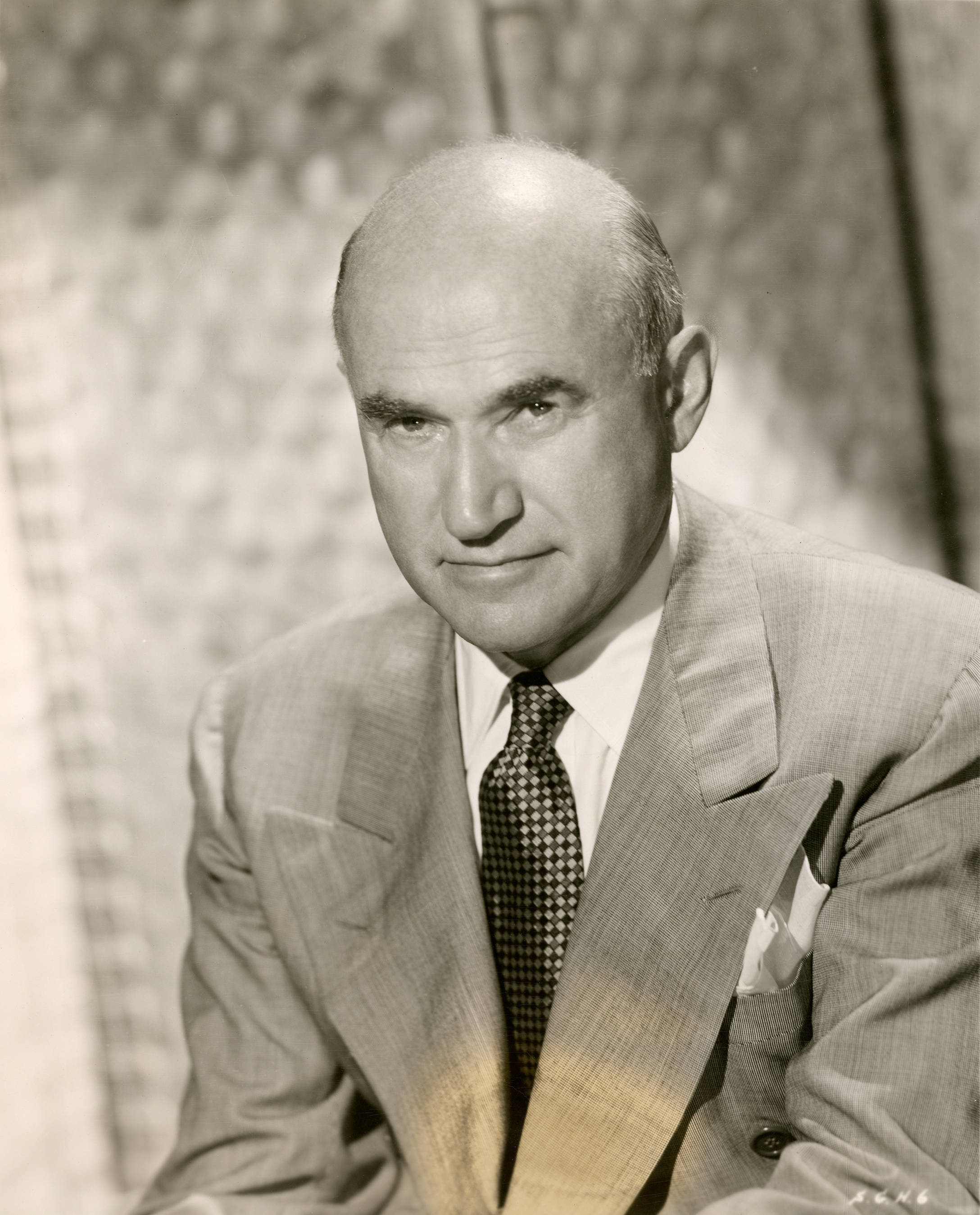
Сэмюэл Голдвин

Самый распространённый вымысел о Голливуде — что евреи «контролируют киноиндустрию», хотя в реальности при значительной доле евреев в этой отрасли контроль всё равно принадлежал и принадлежит не им. Мало того, киноиндустрия США стала примером того, как по мере усиления влияния крупных финансовых интересов в производстве фильмов, еврейский контроль уменьшался. Голливуд был ориентирован на максимальную прибыль по кассовым сборам, поэтому его как еврейские, так и нееврейские руководители снимали тщательно десемитизированные фильмы для христианского большинства. Кинобизнес испытывал реальный страх перед недоброжелательным отношением христианской аудитории к еврейским кинозвездам.
Для еврейских продюсеров финансирование фильмов с самого начала в принципе было проблемой, потому что каждый новый фильм оплачивался из доходов предыдущего — а это означало, что успех фильма был результатом непредсказуемой удачи. А крупные коммерческие банки на востоке США не проявляли особого интереса к рискованному кинобизнесу, и в этом явно присутствовал элемент антисемитизма. Почти все восточные банки контролировались состоятельными протестантами, связанными дружественными отношениями с колледжами «Лиги плюща», которые, по негласному соглашению, воздерживались, исходя из их христианского мировоззрения, от участия в еврейских предприятиях.
Подтверждением этому служит и тот факт, что при всем финансовом благополучии нескольких десятков восточноевропейских евреев в США ни один из них даже близко не достиг материального уровня самых богатых неевреев. Поэтому мнение, что еврейские деньги доминируют в Голливуде и вообще во всей стране, является, в лучшем случае, вымыслом. Одной из причин явно меньшего финансового успеха американских еврейских предпринимателей из Восточной Европы была, в том числе, их бо́льшая честность благодаря классическому еврейскому воспитанию и образованию — начиная с хедера и иешивы. Впитанная ими с детства талмудическая традиция предписывает, среди прочего, давать даже прямому конкуренту пространство для процветания. Поэтому они верили в то, что в любом случае зарабатывают достаточно хорошо, не стремились уничтожить конкурентов и были исключительно осторожны с мнением клиентов. Невозможно представить, чтобы кто-либо из евреев в Голливуде кричал: «К черту публику!» — подобно Уильяму Г. Вандербильту.
В 1938 году  Джозеф П. Кеннеди, которого президент Рузвельт назначил послом в Великобритании, организовал тайную встречу с пятьюдесятью ведущими голливудскими кинопромышленниками, включая Голдвина, Майера, Шенка, Уорнеров, Фокса и Цукора. Безаппеляционным тоном Кеннеди прямо запретил им как евреям, протестовать против происходящего в Германии. Любой еврейский протест, утверждал Кеннеди, якобы заставит американскую общественность почувствовать, что происходящее в Европе — это «еврейская война», что только усилит антисемитские настроения в США. С теми же требованиями Кеннеди выступил перед группой нью-йоркских евреев-бизнесменов в банковской сфере и в индустрии моды.
Некоторые специалисты в области кино вообще отрицали реальность «еврейского контроля». Так, кинокритик Гарри Потамкин писал, что «если еврейский контроль над Голливудом и существует, то он, безусловно, не приносит евреям никакой пользы». А сценарист Норман Бернсайд утверждал, что «Если бы продюсеры в Голливуде просто игнорировали евреев, это было бы лучше, чем то, что они делали до сих пор. Но девяносто пять из ста изображений евреев на экране показывают владельцев ломбардов, торговцев деликатесами на углу, низких комиков вроде Эдди Кантора, Вилли Говарда, Сэмми Коэна. Почему у нас не может быть картин, в которых показаны более представительные евреи — люди выдающиеся и обаятельные, врачи, химики, инженеры, художники, писатели, музыканты и т. д., а не шуты, которые апеллируют к самым низким предрассудкам?».

## Еврейские персонажи в голливудской продукции
Первое поколение американских еврейских режиссёров использовало свои творческие и финансовые возможности, чтобы отдать дань благодарности новой родине. В их фильмах начала XX века противопоставлялись угнетение евреев в царской России и ужасы антиеврейских погромов в черте оседлости — свободам, полученным ими в США. Выжившие персонажи таких картин находили убежище в США, добивались процветания, а их дети часто ассимилировались в американском обществе через смешанные браки. Ряд фильмов о деле Менделя Бейлиса стали демонстрацией контраста со справедливой судебной американской системой.
Но уже к 1920-м годам евреи, руководившие студиями, стали максимально избегать изображения евреев в кино, осознавая усилившуюся в то время отрицательную реакцию на показ этнических евреев. В результате появились фильмы о евреях — «Жизнь Эмиля Золя» (1937), «Они не забудут» (1937, о суде над Лео Франком) и «Волшебная пуля доктора Эрлиха» (1940), в которых поразительным образом ни разу не прозвучало слово «еврей».
За все годы Второй мировой войны Голливуд снял только один фильм, затрагивающий тему Холокоста — «Великий диктатор» (1940), и то который всё равно вызвал слушания в Сенате по вопросу о том, не подталкивает ли Голливуд Соединённые Штаты к войне с Германией.
Только к концу 1950-х годов, благодаря успехам движения за гражданские права в США, в голливудских фильмах стали понемногу появляться явные и заметные еврейские персонажи — героиня «Дневника Анны Франк» (1955), Моргенштерны в «Марджори Морнингстар» (1958), библейские герои: Моисей в «Десяти заповедях» (1956) и Иегуда Бен-Гур в «Бен-Гуре» (1959). В 1960-х годах число еврейских персонажей в фильмах продолжало расти — например, роль Розалинд Рассел в фильме «Большинство из одного» (1958) и роль Фанни Брайс в исполнении Барбры Стрейзанд в фильме «Смешная девчонка» (1968).
В тех же 1960-х годах уже и нееврейским голливудским персонажам начали позволять проявлять элементы еврейской культуры. Например, в фильме «Кэт Баллу» (1965) коренные американцы использут идиш, как и чернокожий таксист, которого изображал Годфри Кембридж в фильме «Прощай, Брейверман» (1968).
Но только к 1970-м годам еврейские персонажи и еврейская культура стали действительно широко представлены в голливудской индустрии. А такие еврейские артисты, сценаристы, продюсеры и режиссёры, как Мел Брукс, Карл Райнер, Вуди Аллен, Джин Уайлдер и Нил Саймон, стали создавать свои экранные произведения, вообще полностью базирующиеся на еврейском наследии и культуре.

## Антисемитизм в литературе о Голливуде
Претензии к евреям, что они в конечном итоге ведут себя как евреи, а не как американцы, не имело ничего общего с разнообразием и сложностью американского еврейского опыта. Это нашло отражение даже в детской литературе. Популярный цикл приключенческих книг для мальчиков о Томе Свифте стал сборником антиеврейских стереотипов, в гиперболизированном виде рассказывающий о махинациях голливудских магнатов и придавая им стереотипно-антисемитские черты шекспировского Шейлока.
Значительный вклад в продвижение антисемитских стереотипов о евреях в киноиндустрии внёс целый ряд книг 1930-х годов, а к началу 1940-х годов этому поспособствовали и книги таких известных писателей, как «День саранчи» (1939) Натанаэля Уэста, «Последний магнат» (1941) Ф. Скотта Фицджеральда и «Что заставляет Сэмми бежать?» (1941) Бадда Шульберга.
Из серьёзных исследований, опровергающих антисемитские предрассудки о Голливуде, первой стала книга Лео Ростена 1941 года «Голливуд: Киноколония, Кинопроизводители». А в 1988 году с отсылкой к названию романа «Последний магнат» Фицджеральда стала научно-популярная книга Нила Габлера «Их собственная империя: как евреи изобрели Голливуд», посвящённая карьере нескольких выдающихся еврейских кинопродюсеров в первые годы существования Голливуда.

## Антисемитские мифы и теории заговора
Желание изобразить евреев без стереотипов сдерживалось страхом перед последующими антисемитскими нападками, а до Второй мировой войны попытки рассказать о преследовании евреев нацистами в Германии вызывали обвинения преобладающих тогда изоляционистов в стремлении евреев вовлечь США в войну.
Не меньшей проблемой для евреев Голливуда стала приписываемая им вплоть до 1960-х годов «склонность к коммунизму», делавшая их одной из основных мишеней антикоммунистических расследований, часто имеющих неприкрытый антисемитский оттенок.
Однако демонизация еврейского контроля в массовой культуре и в киноиндустрии в частности, появились ещё более 100 лет назад — после Первой мировой войны со стороны протестантских реформаторов, выступающих за цензуру фильмов на федеральном уровне, представителей католичества, а также антиеврейской деятельности Генри Форда и пропаганды фальшивки под названием «Протоколы сионских мудрецов». В течение 1930-х годов эти обвинения способствовали формированию таких антисемитских организаций, как «Национальный легион приличия», а в начале 1940-х годов — изоляционистской организации «Америка прежде всего».
Одним из влиятельных антисемитов в Голливуде был радиоведущий Дж. Эллисон Фелпс, которого в 1941 году газета «The Hollywood Reporter» назвала «радиокомментатором, который не критикует нацистов». В конце 1980-х годов Дональд Уайлдмон, известный священник Объединённой методистской церкви, публично протестовал против фильма «Последнее искушение Христа» (1988) в связи с тем, что в руководстве американской киноиндустрии слишком мало христиан на руководящих должностях. Певица Долли Партон обвинила голливудских евреев в своей неудаче выпустить телесериал о звезде кантри, заявив, что «для них [евреев] это пугающая вещь — пропагандировать христианство». В 1994 году Уильям Кэш, корреспондент британского журнала The Spectator, назвал евреев в Голливуде «еврейской кликой», стоящей за «супермагистралью развлечений XXI века». В 1996 году, после жестокого избиения мексиканских рабочих-мигрантов полицией Риверсайда, Марлон Брандо обвинил в этом «кинематографические стереотипы, насаждаемые голливудскими евреями».
В антисемитском дискурсе присутствовали и голоса видных деятелей афроамериканского сообщества США, которые обвиняли Голливуд в «еврейском расизме», якобы не позволяющем темнокожим занимать руководящие должности в киноиндустрии.
Опрос 2021 года среди последователей движения QAnon показал, что почти половина из них верят в теорию заговора о том, что евреи замышляют мировое господство, и что «элита Голливуда» и члены Демократической партии вовлечены в тайную всемирную организацию «сатанинских педофилов-людоедов».

## Конкретные последствия и проявления антисемитизма

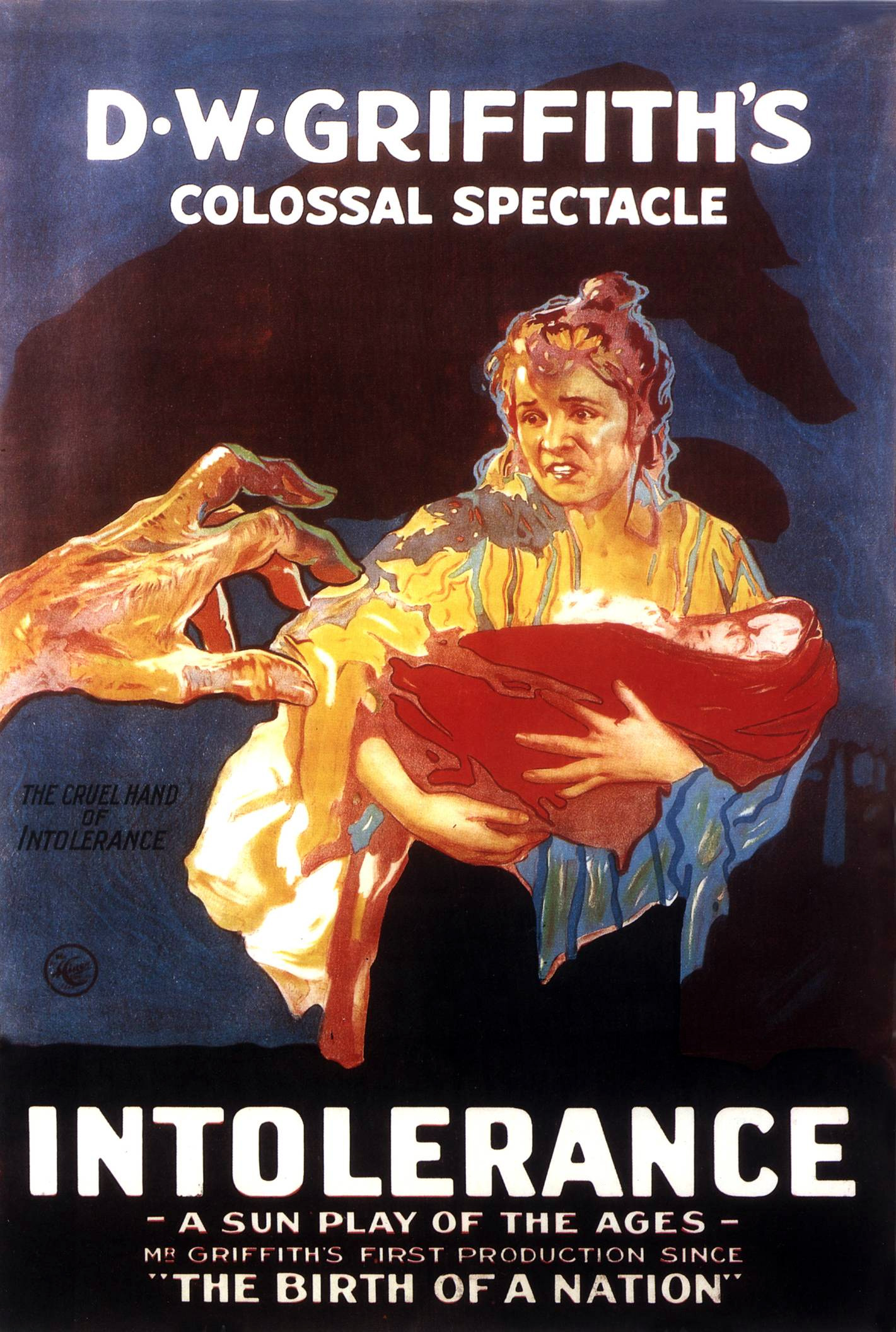
Афиша фильма «Нетерпимость», 1916 год

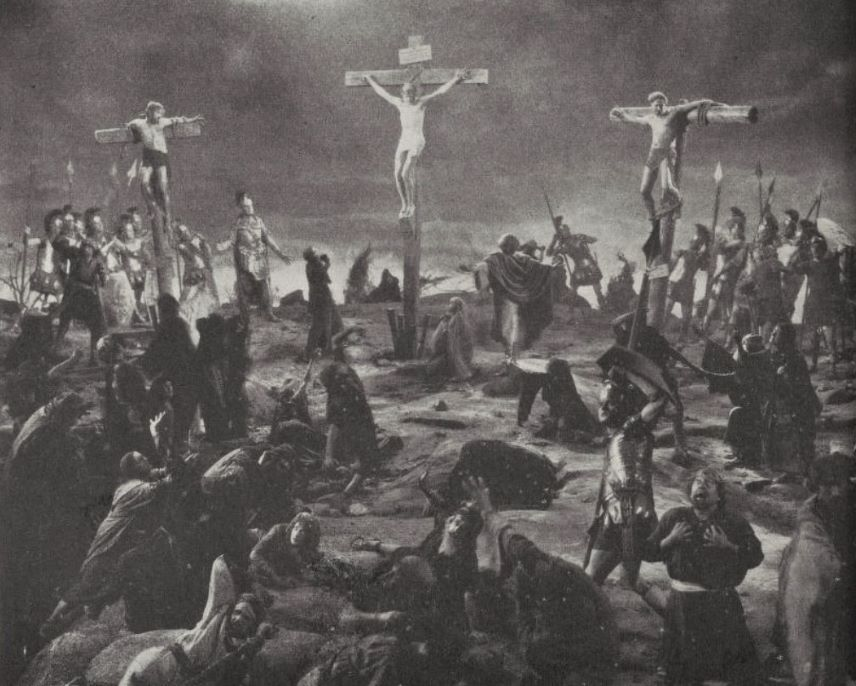
Сцена из фильма «Царь царей», 1927 год

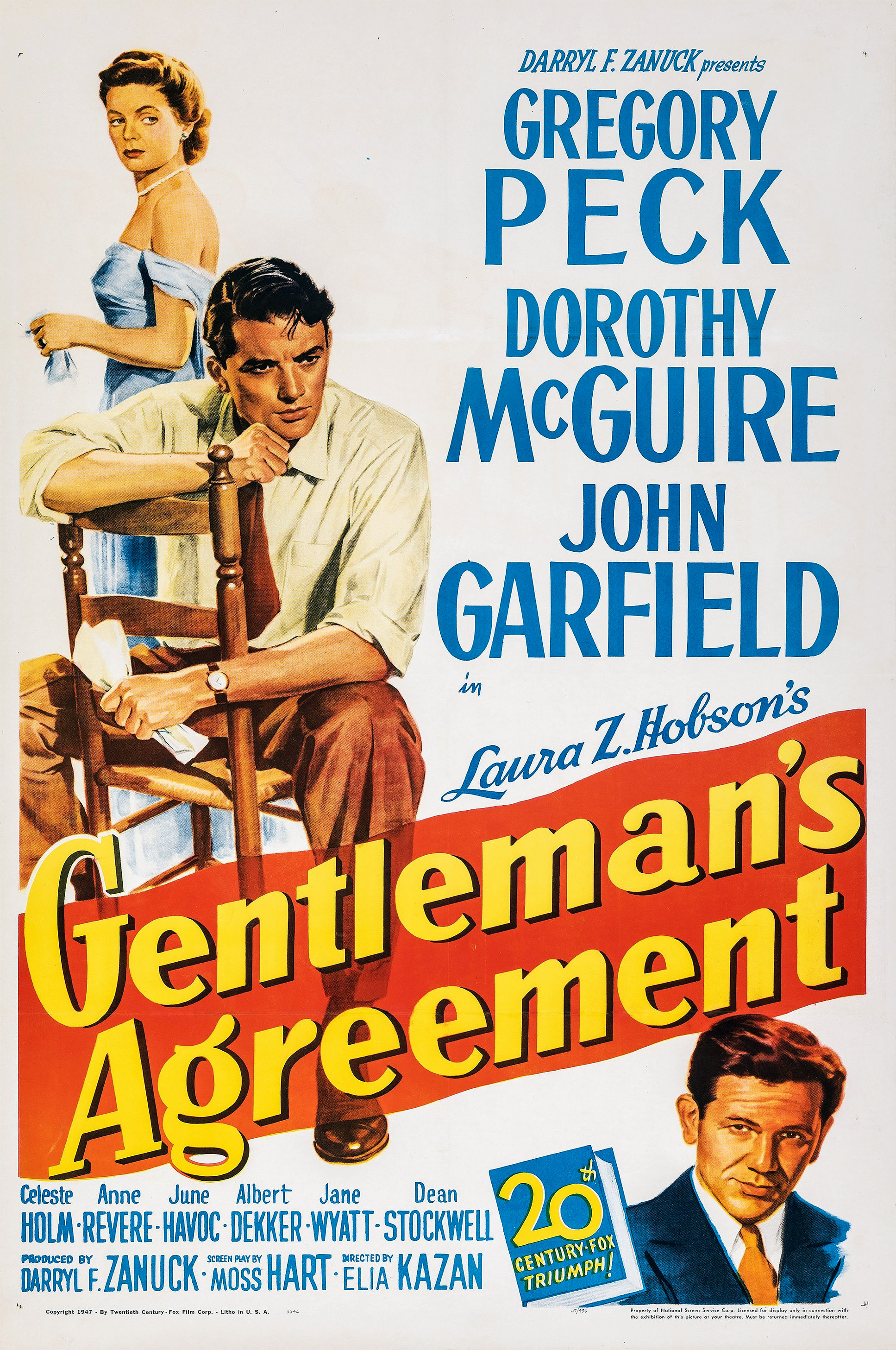
Афиша фильма «Джентльменское соглашение», 1947 год

### Начало XX века — конец Второй мировой войны
Евреи как владельцы кинокомпаний вынуждены были давать себе названия либо патриотические (Columbia, Republic), либо этнически невнятные (Twentieth Century, Paramount, Universal, United Artists, RKO). Так, Сэмюэль Бронфман скрыл этническую принадлежность своей компании (которой принадлежал контрольный пакет акций киностудии Universal Pictures) под именем «Seagram», а Дэвид Сарнов — под великодержавным названием «Radio Corporation of America». Только компания Metro-Goldwyn-Mayer содержала узнаваемое еврейское имя. А Warner Brothers, хотя и указывала имена своих основателей в названии, но фамилия Warner звучала вполне по-американски.
Голливудская продукция нередко вызывала возмущение еврейской общественности. Издевательские образы евреев на экране даже получили специальное название Джуфейс по аналогии с «Блэкфейс».
Режиссёр Д. У. Гриффит в своём фильме «Нетерпимость» (1916) вместо римских солдат, распинающих Иисуса, изобразил евреев. Очередной скандал произошёл с фильмом «Царь царей» (1927), пропагандирующем оскорбительные еврейские стереотипы и усиливающем представление о том, что евреи несут ответственность за смерть Иисуса.
Несмотря на то, что студии в большинстве контролировали еврейские магнаты, актёры-евреи не переставали испытывать на себе антисемитское давление. Многие из этих актёров были вынуждены изменить свои имена, чтобы стать менее заметными. Например, Эмануэль Голденберг стал Эдвардом Робинсоном, Исер Демский — Кирком Дугласом, Натан Бирнбаум — Джорджем Бёрнсом, Бетти Перски стала Лорен Бэколл, Бернард Шварц — Тони Кёртисом, Ирвинг Лархайм — Бертом Ларом, Полин Леви — Полетт Годдар и другие. Тщательно скрывалось еврейское происхождение Теды Бары (Теодосии Барр Гудман) и отца Дугласа Фэрбенкса. Известен только один противоположный случай — афроамериканка Кэрин Элейн Джонсон взяла себе псевдоним с еврейской фамилией Вупи Голдберг, потому что, как настаивала её мать, «фамилия Джонсон недостаточно еврейская, чтобы сделать тебя звездой в Голливуде».
Во время кастингов в кино члены отборочных комиссий вместо слова «еврей» использовали эвфемизм «средиземноморский тип», и актёр с таким клеймом с трудом получал хорошие роли. На ранних этапах своей карьеры от этого страдали даже такие звёзды, как Рудольф Валентино и Кларк Гейбл, потому что выглядели как «средиземноморцы», хотя оба были неевреями. Из-за трудностей в получении серьёзных ролей многие еврейские актёры уходили в комедийные роли, где препоны были не такими тяжёлыми. По этой причине к 1979 году около 80 % всех комиков в США были евреями.
В Лос-Анджелесе, как и в других городах, ведущий христианский гольф-клуб, Загородный клуб Лос-Анджелеса, не принимал евреев даже в качестве гостей членов клуба. В ответ евреи Голливуда в 1920 году создали свой собственный нарочито элитный загородный клуб Хиллкрест, членство в котором преднамеренно было закрыто для христиан, хотя многие, включая сенатора Джозефа П. Кеннеди, пытались в него вступить из снобистских соображений.

### Эпоха маккартизма: с конца 1940-х до 1957 года
После войны СССР, бывший союзником Америки во Второй мировой войне, снова стал её врагом. С конца 1940-х годов, а с 1950 года уже под руководством сенатора Джозефа Маккарти начались проверки на «лояльность». Маккарти в своих выступлениях был осторожен и никогда не допускал антисемитских высказываний, но в частных разговорах оскорбительно называл евреев английскими эквивалентами слова «жид» — даже собственного адвоката. При этом ещё с 1918 года, со времен борьбы с «красной угрозой», сторонники коммунистов и Советской России у многих в США ассоциировались именно с евреями. Это усугубилось во время Второй мировой войны, когда симпатии американских евреев к Советскому Союзу как соратнику против Гитлера заметно возросли.
Одними из первых под подозрение в прокоммунистических симпатиях попал шоу-бизнес, особенно киноиндустрия как формирователь американской мысли. А поскольку кинобизнес был в значительной степени еврейским, то Голливуд представлял собой заманчивую мишень для Комиссии по расследованию неамериканской деятельности (HUAC), действовавшей ещё с 1934 года. Вызов в суд кинозвезд для дачи показаний об их возможных коммунистических и просоветских пристрастиях гарантировал, что старания комитета будут широко освещены и разрекламированы. Для сторонников Маккарти принадлежность к еврейству уже была подозрительной, и еврейские фамилии составляли совершенно непропорциональную долю в списках вызываемых на допросы в данную Комиссию, из-за чего еврейская община США чувствовала себя в этой ситуации очень тревожно.
Голливуд предвидел такое развитие событий, и ещё в 1947 году руководители киностудий организовали внутреннюю встречу, чтобы попытаться предотвратить или хотя бы минимизировать проблемы, пока Вашингтон не вмешался непосредственно и не стал указывать, что делать. В результате был составлен «Чёрный список Голливуда» из примерно трёхсот человек, известных или подозреваемых в коммунистических симпатиях. Большинство из этого списка были уволены с работы в кино, на радио, телевидении и в театре. Оставшимся пришлось либо взять псевдонимы, либо работать за бесценок. В «черный список» попал даже режиссёр Ирвинг Пичел за «неамериканский» фильм «Медаль для Бенни» про американцев-мексиканцев. Некоторые из списка сменили профессию, кто-то эмигрировал, а некоторые покончили самоубийством.
Некоторые из показаний на слушаниях в HUAC были очевидно абсурдными, но многие из подозреваемых всё равно получили реальные тюремные сроки ни за что. Сам факт, что человека вызвали в Комиссию на допрос, делал его как минимум безработным в киноиндустрии. Например, из-за безобидного замечания свидетеля, была закончена карьера актёра Говарда Да Силвы, снявшегося в более чем сорока фильмах. Джон Гарфилд после допроса на заседании HUAC остался без работы, написал покаянную статью и умер от сердечного приступа. Актёр Филипп Лоеб был признан «Отцом года на телевидении», был ветераном Первой мировой войны и служил в Европе в составе медицинского корпуса армии США — но безосновательно был обвинён в симпатиях к коммунистам, потерял работу и в депрессии покончил с собой.
О трагической судьбе адвоката сенатора Д. Маккарти в 1972 году была снята кинодрама «Гражданин Кон», в которой морально сломленный еврейский помощник политика принуждён разоблачать евреев как якобы наиболее вероятных коммунистов.
Швейцарца Дэррила Занука, сооснователя 20th Century Studios, ошибочно приняли за еврея и отказали в приеме в члены одного из клубов Лос-Анджелеса. В отместку Занук в 1947 году снял ставший знаменитым фильм «Джентльменское соглашение», по сюжету которого репортер выдаёт себя за еврея, чтобы лично испытать проявления антисемитизма. Несмотря на антиеврейские настроения, в 1948 году фильм получил премию «Оскар» и стал причиной широкого освещения и обсуждения этой темы. Но только к концу 1950-х годов начали появляться и другие фильмы, посвящённые антисемитизму, например «Молодые львы» (1958).

### В XXI веке — до 7 октября 2023 года
В 2020-е годы многие голливудские знаменитости оказались в затруднительном положении из-за поддержки пропаганды лозунга «От реки до моря», обычно воспринимающегося призывом к геноциду евреев и криминализованного в ряде стран. Например, из-за поддержки этого лозунга был расторгнут контракт с Сьюзан Сарандон.
В 2021 году в Лос-Анджелесе во время открытия Музея киноакадемии, посвящённому истории, научным аспектам и культурному влиянию киноиндустрии, возникла скандальная ситуация из-за отсутствия отдельной экспозиции или хотя бы информации о выдающейся роли евреев в этой области. А когда музей всё-таки создал новую экспозицию, рассказывающую о достижениях евреев в Голливуде, она получилась рекламой антиеврейских стереотипов.

### После 7 октября 2023 года

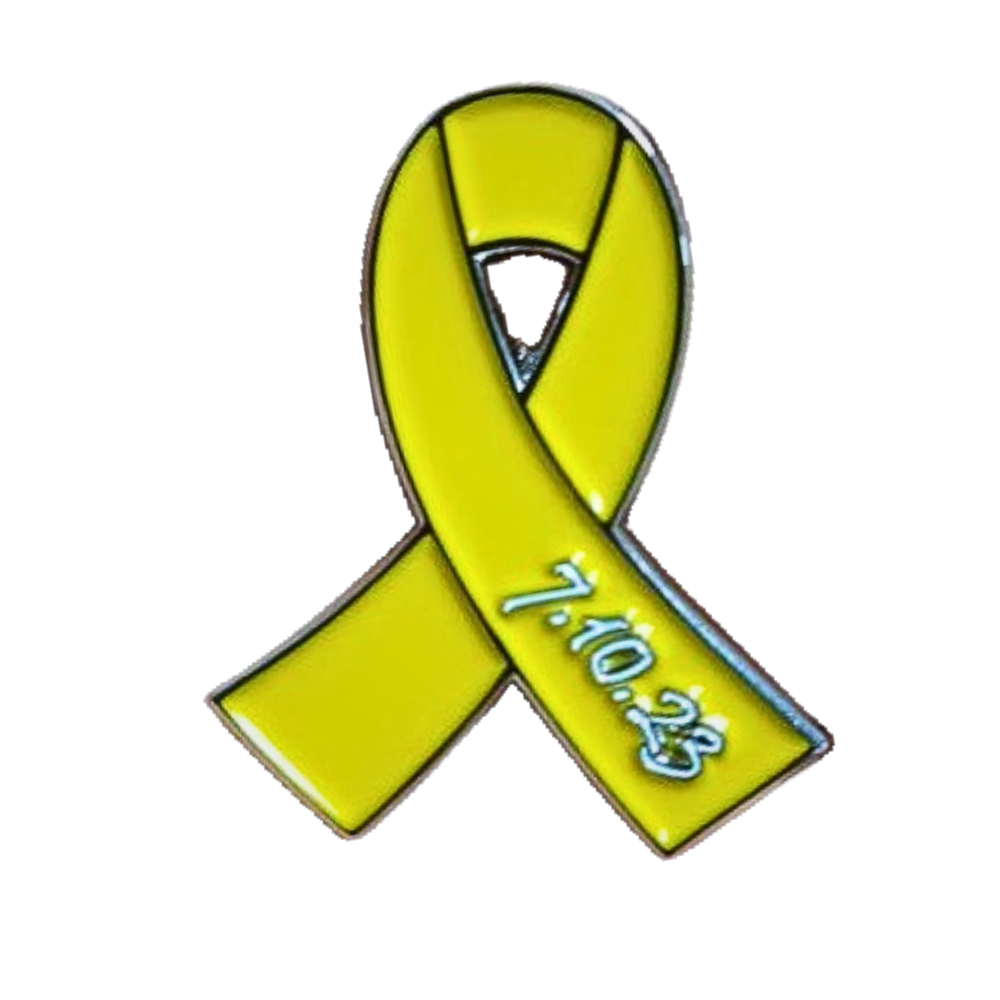
Жёлтая ленточка — напоминание о заложниках в Газе

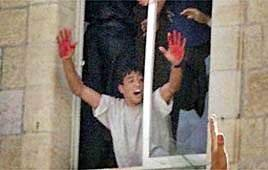
Торжествующий араб с окровавленными руками во время линчевания евреев в Рамалле

Нападение ХАМАС на Израиль 7 октября 2023 года привело к беспрецедентному росту антисемитизма и обострению ненависти к Израилю по всему миру. Кто-то из голливудских знаменитостей стал более открыто выражать свои антиеврейские взгляды, кто-то наоборот, усилил поддержку евреев и Израиля, а кто-то поддался давлению в поддержку пропалестинских настроений и старался не задевать группы, подобные BDS, что могло бы нанести ущерб карьере. Это нашло яркое выражение на церемонии вручения премии «Оскар» в марте 2024 года. Знаменитостям пришлось продираться к сцене через пропалестинскую демонстрацию. Режиссёр Джонатан Глейзер при вручении ему награды за лучший фильм на иностранном языке «Зона интересов» обвинил евреев в войне с Газой, что было встречено бурными аплодисментами присутствующих, при этом ни разу не упомянув о еврейских заложниках и изнасилованиях жертв. Жёлтые значки-ленты, напоминающие об этих заложниках, некоторые участники шоу из-за враждебности окружающих были вынуждены снять по пути в театр. Более того — многие знаменитости, среди которых были Билли Айлиш, Рами Юсеф, Марк Руффало, Финнеас О’Коннелл, Ава Дюверней, Риз Ахмед и Махершала Али, прикрепили к груди значки с ладонями красного цвета в рамках кампании Artists4Ceasefire как знак одобрения одного из самых ужасных событий в истории Израиля: линчевания в Рамалле двух евреев в 2000 году. После этого многие осудили речь Глейзера, а Амихай Шикли, израильский министр по делам диаспоры и борьбе с антисемитизмом, обвинил Глейзера в дегуманизации жертв 7 октября и назвал режиссёра «очередным полезным идиотом, который воткнул нож в спину своего народа и в спины женщинам, которых изнасиловали, а затем выстрелили им в голову, и детям, зарезанным в своих кроватях, и целым семьям, сожженным заживо».
Когда в 2023 году в Лос-Анджелесском музее толерантности при участии Галь Гадот состоялся показ видеоматериалов, снятых террористами ХАМАСа с целью похвастаться убийствами евреев, то из-за антиизраильских протестующих организаторам пришлось ввести усиленные меры безопасности, в том числе даже привлечь собак для поиска взрывчатки.
Спустя более года после массовой резни 7 октября, осуществленной ХАМАСом, и ставшей крупнейшим массовым убийством евреев со времён Холокоста и крупнейшим в истории актом палестинского терроризма, оба фильма на тему нынешнего антиизраильского терроризма — «Октябрьская ненависть» об антисемитизме в американских кампусах, и «Мы снова будем танцевать» о выживших после резни на музыкальном фестивале «Нова» — не попали в список номинантов Академии на «Оскар» 2025 года. Эти два фильма были отклонены ещё на уровне отбора, а Международная ассоциация документального кино (IDA) отказалась показывать даже платную рекламу в поддержку «Мы будем танцевать снова».
В 2025 году антиизраильские высказывания Рэйчел Зеглер, сыгравшей главную роль в фильме «Белоснежка», вызвали широкое осуждение и, среди прочих причин, тоже поспособствовали финансовому провалу фильма в прокате. В этом же году накануне открытия Каннского кинофестиваля 380 деятелей киноиндустрии опубликовали открытое письмо с обвинениями Израиля из-за войны с ХАМАСом в Газе. Среди подписантов — голливудские звёзды Ричард Гир, Сьюзен Сарандон, Марк Руффало и другие.
Многие голливудские деятели — в их числе Эми Шумер, Ноа Шнапп, Сара Сильверман, — были так запуганы многочисленными угрозами из-за поддержки Израиля и борьбы с антисемитизмом, что были вынуждены удалить свои посты на эти темы в социальных сетях. Но некоторые — такие как Маим Бялик, несмотря на угрозы, продолжили публично высказывать свой протест против антисемитизма.

## Противодействие антисемитизму в Голливуде

### 1930-е — 1948 годы

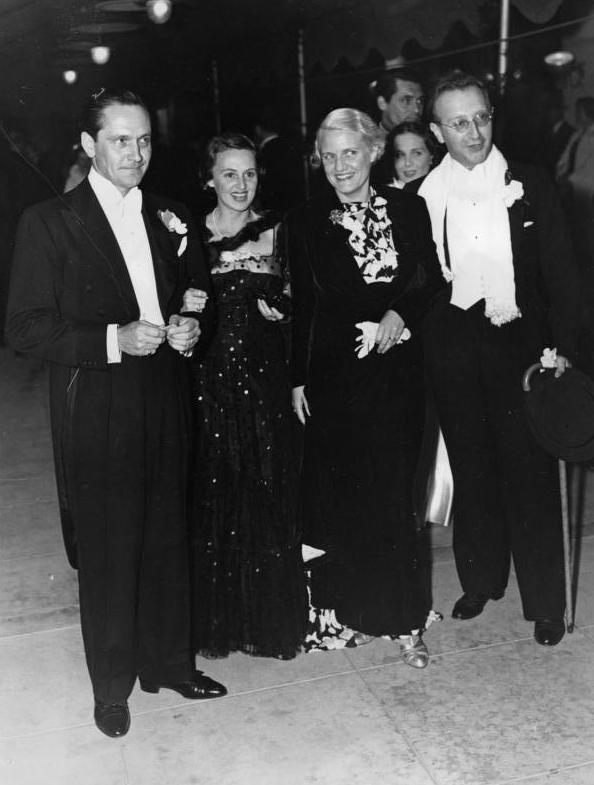
Фредрик Марч с женой Флоренс Элдридж, Хельга и принц Хубертус Левенштейн (крайний справа) — соучредитель Голливудской антинацистской лиги, 1936 год

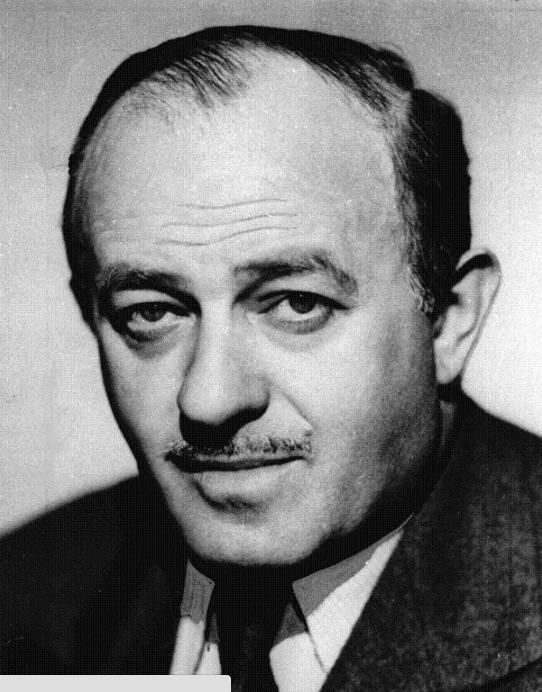
Бен Хект

В 1930-х годах голливудские магнаты организовали «Голливудскую антинацистскую лигу» и тайно финансировали антинацистскую разведку. В 1937 году итальянский фашист Витторио Муссолини, сын Бенито Муссолини, посетил Голливуд. В связи с этим «Голливудская антинацистская лига» опубликовала в The Hollywood Reporter, ведущем журнале киноиндустрии США, объявление: «Сегодня Бенито Муссолини совещается с Гитлером… Завтра Витторио Муссолини прибывает в Голливуд… Сегодня вечером мы привлекаем внимание к присутствию в демократической Америке этого главного героя фашизма и нацизма». А когда через год главный нацистский кинорежиссёр Лени Рифеншталь тоже приехала в Голливуд, а через несколько дней после её приезда в Германии произошёл антиеврейский погром «Хрустальная ночь», её в прямом смысле прогнали, а «Лига» разместила объявление в прессе: «В Голливуде нет места для Лени Рифеншталь». В ответ Рифеншталь в газете The New York Times обиженно назвала себя «независимым художником» и «несправедливо атакованной», а по возвращении в Германию заявила: «Меня приветствовали везде в Соединённых Штатах, но не в Голливуде, где киноиндустрия контролируется евреями и антинацистскими лигами».
Эдвард Г. Робинсон провел по крайней мере одно мероприятие «Лиги» у себя дома в 1938 году и сыграл главную роль в фильме «Признание нацистского шпиона» (1939). Голливудские знаменитости, в том числе и такие лидеры, как Гарри Хорнер, постоянно выступали против нацизма. Карл Леммле, основатель Universal Pictures, до конца своей жизни в 1939 году спасал еврейские семьи из Европы. В 1939 году «Лига» подняла тревогу, что Ку-клукс-клан фактически оккупировал Голливуд, куда устроились на различные места уже около 400 его членов.
На запрет в 1938 году  Джозефа П. Кеннеди евреям протестовать против происходящего в Германии, евреи Голливуда отреагировали по-разному. Но, по крайней мере, один человек осмелился открыто выступить против — сценарист Бен Хект. Его протесты привлекли внимание Питера Бергсона — члена «Эцель», ученика Владимира Жаботинского, собиравшего деньги для еврейских сил в Подмандантной Палестине. Хект обратился к руководителям различных студий, но реакция была отрицательной. Евреев Голливуда обязали поддерживать как можно более низкий антигитлеровский профиль, что было частью внешней политики Соединённых Штатов. Поддержал Хекта только режиссёр Эрнст Любич, также посоветовавший обратиться к кинопродюсеру Дэвиду Селзнику, находившемуся на в то время на вершине популярности после своего фильма «Унесённые ветром» 1939 года. В 1941 году на митинге с его участием в поддержку «Еврейской армии» принял участие даже Чарли Чаплин, который как нееврей всегда избегал участия в мероприятиях, которые могли бы показаться «еврейскими». Также на митинге выступил полковник британской армии Джон Х. Паттерсон, который во время Первой мировой войны командовал «Еврейским легионом», с которым вошёл в Землю Израиля. Паттерсон восхвалил храбрость «Еврейского легиона» и Владимира Жаботинского, затем рассказал, что англичане были по сути своей антисемитами и приводил примеры этому. Потом Паттерсон перешёл к обязательству британцев сделать Палестину еврейской страной и разъяснил, что на самом деле британцы лгали — в реальности они хотели захватить Палестину и изгнать оттуда евреев. Слушатели не могли поверить своим ушам, а аплодисменты зашкаливали. Когда выступления закончились, в зале царило всеобщее замешательство. Однако в итоге было собрано средств, недостаточных даже для размещения рекламы в газете. Противодействуя этому провалу, знаменитый гангстер Микки Коэн сам организовал сбор средств для «Эцеля», который поддержали целый ряд звезд, включая Бетти Грейбл и Гарри Джеймса. Действия Коэна имели оглушительный успех, и для бойцов «Эцеля» было собрано более 500 000 долларов.
В 1943 году, «из-за разочарования американской политикой и возмущения страхом Голливуда оскорбить свои европейские рынки», Бен Хект написал сценарий и организовал драматическое представление «Мы никогда не умрём» перед десятками тысяч зрителей, посвящённое 2 миллионам уже убитых евреев Европы, которое было спродюсировано Билли Роузом и Эрнстом Любичем, с композитором Куртом Вайлем и постановщиком Моссом Хартом. В представлении, показанном по всей стране, приняли участие Эдвард Г. Робинсон, Эдвард Арнольд, Джон Гарфилд, Сэм Левин, Пол Стюарт, Сильвия Сидни и Пол Муни. Однако, как позже заметил Вайль, «Представление ничего не достигло. На самом деле, все, что мы сделали, это заставили многих евреев плакать, что не является уникальным достижением».
После войны Хект открыто поддерживал еврейское восстание в Подмандатной Палестине против британцев, которое подняли подпольные сионистские группы Хагана, Иргун и Лехи. В 1946 году он написал сценарий пьесы «Флаг рождён», в которой борьба сионистского подполья в Палестине сравнивалась с Американской революцией, и в которой играли Марлон Брандо и Пол Муни. На доходы от пьесы было куплено судно USS Cythera (PY-31), на котором в 1947 году в Палестину попытались попасть 900 евреев, выживших в Холокосте.
Историк Штернлихт написал о Хекте: «Бен Хект сделал больше, чтобы помочь еврейским беженцам от Холокоста и обеспечить выживание зарождающегося государства Израиль, чем любой другой американский еврей в двадцатом веке. Как и все остальное, именно неизменная любовь его еврейских родителей и Роуз Хект побудила писателя стать, возможно, самым эффективным пропагандистом еврейского государства, когда-либо существовавшим. В 1964 году на похоронах Хекта в Нью-Йорке был Менахем Бегин». За деятельность Хекта в интересах Израиля его книги и фильмы, в которых он снимался, с октября 1948 года были на несколько лет запрещены в Великобритании.
В 1943 году Боб Хоуп принял участие в звездном шоу по сбору средств для Чрезвычайного комитета по спасению европейских евреев.
После Второй мировой войны в Голливуде многое изменилось, и большинство евреев перестали скрывать свое происхождение. Часть из них — например, Барбра Стрейзанд, Стивен Спилберг, Дастин Хоффман — решили отойти от ассимилированного образа жизни, изучать иврит, стать более религиозными евреями и передать эти чувства своим детям. А некоторые, хоть и с опозданием в несколько десятилетий, решили провести свою «бар-мицву».

### После создания Государства Израиль
После воссоздания Израиля многие видные американские творческие деятели совершали туда хотя бы одну символическую поездку, чтобы проявить солидарность и участвовать в благотворительных мероприятиях в знак борьбы с антисемитизмом и поддержки молодой страны.
В 1952 году такой визит осуществил Дэвид Сарнов, когда Институт имени Вейцмана в Реховоте вручил ему первую почётную стипендию. В 1962 году такую поездку сделал Сэм Бронфман, когда председательствовал на открытии нового крыла Израильского музея в Иерусалиме, которому неоднократно жертвовал большие суммы.
В 1960 году в Израиле выступала Марлен Дитрих, которую в 1965 году наградили высшей военной наградой еврейского государства — медалью «За героизм». В 1962 и 1965 годах Фрэнк Синатра, который уже с 1940-х годов оказывал всевозможную помощь евреям и Израилю, дал концерты в израильских городах. В 1970 году благодаря Синатре был собран миллион долларов для строительства студенческого центра Еврейского университета в Иерусалиме, который в 1978 году назвали именем певца. В 1967 году Израиль посетил Шон Коннери и встречался с командующим ВВС генерал-майором Мордехаем Ходом.
Канадский поэт и певец Леонард Коэн, также являющийся голливудским композитором и актёром, посетил Израиль пять раз. Впервые — в 1960 году, затем в 1972 году он провёл там ряд выступлений, а в 1973 году ехал добровольцем поработать в кибуце, но в результате выступал перед еврейскими бойцами на передовой во время Войны Судного дня. Там он написал одну из своих самых известных песен «Lover Lover Lover», начинающуюся со слов «Я видел братьев моих, сражающихся в пустыне».
В 1978 году на мероприятии в честь 30-тилетия Израиля Барбра Стрейзанд перед телекамерами позвонила экс-премьер-министру Голде Меир и спела гимн Израиля «Атикву».

### В XXI веке — до 7 октября 2023 года

Галь Гадот в рекламе фильма «Чудо-женщина» в Тель-Авиве и словами на иврите «Мы любим тебя!»

Визиты голливудских звёзд в Израиль с демонстративной целью противостояния антисемитизму и очернению еврейского государства никогда не прекращались. В 2006 году Израиль посетили Джим Керри, Уилл Смит и Эван МакГрегор. В 2008 году Дензел Вашингтон приехал в Израиль в честь 60-летия еврейского государства. В том же году Джон Малкович посетил Израиль в качестве почётного гостя Иерусалимского кинофестиваля, а в 2013 году принял участие в VIII Фестивале камерной музыки в Эйлате. Джерард Батлер приезжал в Израиль в 2008, 2013 и 2018 годах и встречался с премьер-министром Израиля Биньямином Нетаниягу. В 1985 и 2009 годах в Израиль с выступлениями снова приезжал Леонард Коэн.
Голливудский актёр Эштон Кутчер, муж Деми Мур, вместе с Брюсом Уиллисом, Джеймсом Ван Дер Биком и дизайнером Донной Каран в августе 2010 года прибыли в Израиль, чтобы принять участие в праздновании дня рождения основателя Центра Каббалы в Иерусалиме раввина Шраги Берга. Памела Андерсон посещала Израиль трижды — в 2010, 2011 и 2014 годах, заявив, что «влюблена в Израиль, а Иерусалим считает лучшим в мире городом». В 2011 году в Израиль приезжали и посещали больницы «Тель а-Шомер» и «Вольфсон» актёры сериала «Доктор Хаус», играющие врачей, — Лиза Эдельштейн, Джесси Спенсер, Омар Эппс и Эмбер Тэмблин. В 2012 году в Израиль приезжала актриса Анна-Линн Маккорд, заявив: «Это были прекрасные мгновенья в прекрасной стране». В 2014 году 190 членов голливудского сообщества, в том числе и такие известные кинодеятели, как Сильвестр Сталлоне и Арнольд Шварценеггер, подписали открытое письмо, осуждающее ракетные обстрелы Израиля ХАМАСом во время войны в Газе 2014 года, а актриса Маим Бялик на свои деньги закупила бронежилеты для израильских солдат.
Актёр и режиссёр Шон Пенн посетил Израиль в 2015 году для помощи израильским волонтерам на Гаити после землетрясения 2010 года. Во время визита актёр встретился с Шимоном Пересом и раввином Стены Плача Шмуэлем Рабиновичем. В этом же 2015 году Израиль посетил Морган Фримен. В 2018 году Израиль посетила вся семья Орни Адамса. В этом же году Квентин Тарантино, взявший в жёны израильскую еврейку, переехал в Израиль на постоянное место жительства, а актриса Кейт Аптон после визита в Израиль призналась в любви к еврейскому государству. Дженнифер Лопес в 2019 году выступила в Израиле и ездила по стране, заслужив от израильтян слова: «Дженнифер — ты лучший посол доброй воли для Израиля».
Со специальными заявлениями против антисемитизма неоднократно выступал Арнольд Шварценеггер, много раз приезжавший в Израиль, а в 2022 году после посещения Освенцима он заявил об опасности этого пути и назвал ксенофобию и расизм «путем слабых». Стивен Спилберг заявил в 2023 году: «Антисемитизм был всегда, скрывался где-то за углом, либо был явным, как в Германии 30-х годов. Но с тех пор впервые он больше не таится, а гордо стоит, уперев руки в бока».

### После 7 октября 2023 года
После нападения ХАМАС на Израиль 7 октября 2023 года более 700 голливудских знаменитостей подписали открытое письмо с соболезнованиями Израилю и призывом освободить израильских заложников. Среди подписавших письма были такие прославленные имена, как Галь Гадот, Джейми Ли Кёртис, Крис Пайн, Майкл Дуглас, Эми Шумер, Лив Шрайбер и Райан Мёрфи. Также было опубликовано их коллективное письмо к президенту Байдену, призывающее его добиваться освобождения всех заложников.
В 2023 году некоторые актёры, в том числе Аарон Соркин, отказались от контракта с известным агентством Creative Artists Agency (CAA) после того, как руководитель отдела Маха Дахиль обвинила Израиль в геноциде палестинцев во время войны с ХАМАС. А Джулианна Маргулис заявила, что шокирована и не может понять, почему каждый человек в Голливуде не выступает против обвинений евреев вместо обвинений ХАМАС. Ряд кинозвёзд, в том числе Кевин Спейси, Майкл Дуглас, Патриция Хитон, Ноа Шнапп, Джерри Сайнфелд, Майкл Рапапорт и Грегг Салкин, прилетали в Израиль с визитом поддержки и посещали места, пострадавшие от террористов ХАМАСа. Компания Disney пожертвовала миллионы долларов на помощь Израилю после нападения ХАМАСа. В 2023 году Арнольд Шварценеггер заплакал на встрече в США с членами семей заложников, всё ещё находящихся в плену у ХАМАС, и пообещал оказать помощь Израилю. В этом же году актёр Джон Войт назвал террористов ХАМАСа «животными», а свою дочь, актрису Анджелину Джоли, обвинившую в войне Израиль, «дурой».
В 2023 году Мелисса Баррера, звезда «Крика», была исключена из списка актёров сериала за «ложные ссылки на геноцид» и «искажение Холокоста». В том же 2023 году Антидиффамационная лига Америки (ADL) вместе с владельцами индустрии медиа и развлечений начала формировать группу «Entertainment Leadership Council» (ELC) для борьбы прежде всего с антисемитизмом и для консультирования создателей кинопродукции по этой теме.
В 2024 году более 400 знаменитостей Голливуда опубликовали коллективное письмо против бойкота Израиля на Евровидении.
В 2025 году актёр Дэвид Швиммер в своей речи на конференции Антидиффамационной лиги призвал голливудских деятелей активнее противостоять антисемитизму. В июле этого же года Галь Гадот на открытии 42-го Иерусалимского кинофестиваля сказала, что надеется на возвращение всех заложников из Газы, а Женская сионистская организация Америки «Хадасса» наградила её премией «Сила мечты» за твёрдую поддержку Израиля. В этом же году Леонардо Ди Каприо, в 2021 году уже инвестировавший в израильский стартап Aleph Farms, несмотря на массированные нападки со стороны BDS, стал партнёром израильской строительной компании и продолжил инвестирование в Израиль, реализуя проект крупного гостиничного комплекса в Герцлии.